# Blossom Toes
Blossom Toes byla anglická hudební skupina. Vznikla v roce 1967 v Londýně. Zanedlouho členové podepsali nahrávací smlouvu se společností Marmalade Records a téhož roku vydali první album nazvané We Are Ever So Clean. Jeho producentem byl Giorgio Gomelsky, který produkoval i druhou desku skupiny nazvanou If Only for a Moment. Skupina svou hudbou přispěla také do francouzského filmu La Collectionneuse (1967) režiséra Érica Rohmera. Skupina se rozpadla v roce 1969, různí členové později působili ve skupinách Family, B. B. Blunder a Stud.

## Diskografie
- We Are Ever So Clean (1967)
- If Only for a Moment (1969)